# Piastowskie Wzgórze
Piastowskie Wzgórze – wzniesienie o wysokości 43 m n.p.m. w Paśmie Wolińskim, na wyspie Wolin, na obszarze Wolińskiego Parku Narodowego. Położone na terenie powiatu kamieńskiego, gminy Międzyzdroje, pod Międzyzdrojami.
Przy Piastowskim Wzgórzu została wytyczona granica miasta Międzyzdroje. Za wzniesieniem przy ul. Leśnej znajduje się Szkoła Podstawowa Nr 1 im. Bolesława Chrobrego.

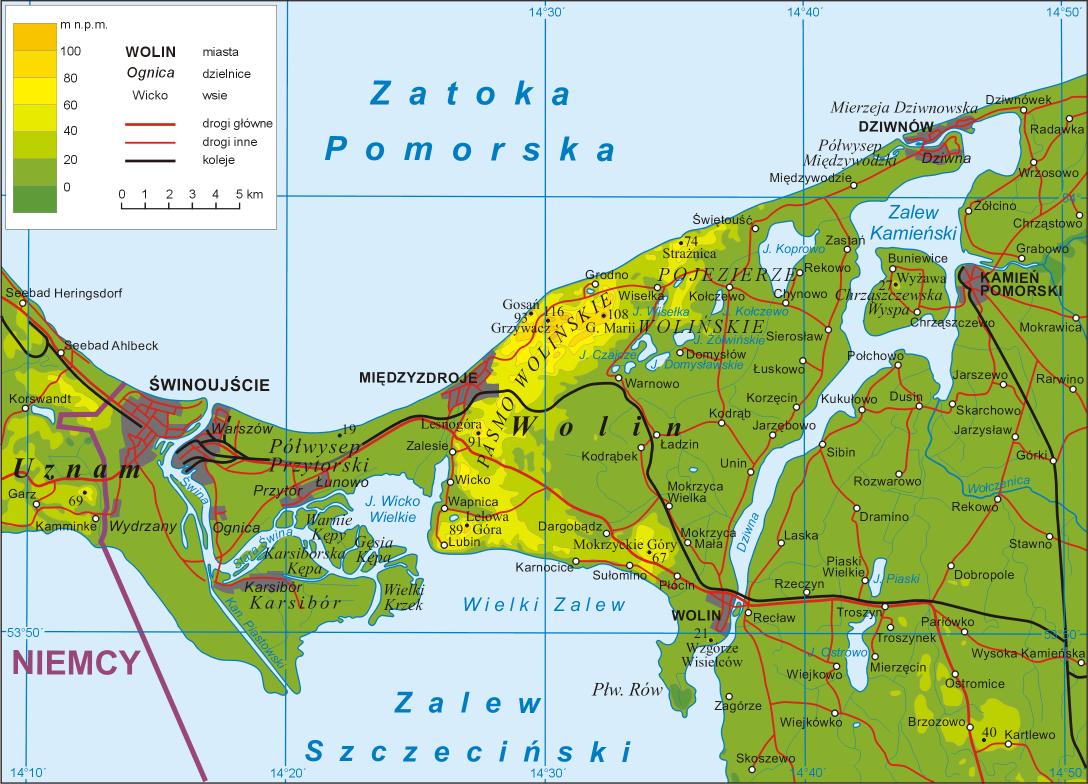
Mapa wyspy Wolin

Nazwę Piastowskie Wzgórze wprowadzono urzędowo rozporządzeniem w 1949 roku, zastępując poprzednią niemiecką nazwę Köningshöhe.